# Lissosculpta quadricolor
Lissosculpta quadricolor là một loài tò vò trong họ Ichneumonidae.